# Patru Frați (Ialomița)
Patru Frați es una localidad rumana de la comuna de Adâncata, en el condado de Ialomița.

## Historia
Hacia comienzos del siglo XX la localidad, que por entonces pertenecía a la comuna de Moldoveni, en el condado de Ialomița, tenía contabilizada una población de 163 familias.
En la segunda mitad del siglo XX la localidad había pasado a formar parte de la comuna de Adâncata. En el censo de 2021 la localidad tenía una población de 767 habitantes.